# Zblany (rejon zelwieński)
Zblany (biał. Збляны; ros. Збляны) – wieś na Białorusi, w obwodzie grodzieńskim, w rejonie zelwieńskim, w sielsowiecie Karolin.
W dwudziestoleciu międzywojennym miejscowość leżała w Polsce, w województwie białostockim, w powiecie wołkowyskim, w gminie Zelwa. 16 października 1933 utworzyła gromadę Zblany w gminie Zelwa. Po II wojnie światowej weszła w struktury ZSRR.